# ريهام عبد الحكيم
ريهام عبد الحكيم (11 يوليو 1983 -) مغنية مصرية.

## نشأتها
ولدت عام 1983 وتخرجت من كلية الآداب قسم لغة إنجليزية التحقت الفنانة بفرقة الفنان الأستاذ (سليم سحاب) بدار الأوبرا المصرية وقامت بالغناء على المسرح الكبير والصغير والمسرح المكشوف. شاركت في مسلسل "أم كلثوم" عام 1999, حيث لعبت شخصية "أم كلثوم" في صغرها وبدأ معها مشوارها الفني.
عرفها الجمهور لأول مرة في مسلسل "أم كلثوم" عام 1999, إذ لعبت شخصية "أم كلثوم" في صغرها. كما شاركت بمسرحية "رابعة زهرة العاشقين" وجسدت شخصية رابعة العدوية، بدأت بالغناء على مسارح دار الأوبرا المصرية بعمر اثني عشر سنة، أصدرت ألبومين غنائيين وعدة أغاني منفردة منها مقدمة مسلسلات تلفزيونية والأغاني الدعائية للأفلام مثل أغنيتي فيلم "عسل أسود" بالورقة والقلم" و"فيها حاجة حلوة" و"الأسطورة". حازت على جائزة الميكروفون الذهبي من اتحاد الإذاعات العربية مرتين متتاليتين.
كما تُعرف بصوتها القوي القريب من صوت كوكب الغناء العربي "أم كلثوم".

## ألبومات
- كلثوميات
- أحلى هدية

## أعمال فنية

### مسرحيات
- رابعة زهرة العاشقين

### أفلام
- عسل أسود (2010) - غناء فقط

### مسلسلات
- أم كلثوم
- الحسن البصري
- فريسكا (غناء تتر)
- خاتم سليمان (غناء تتر)
- هي ودافنشي (غناء تتر)
- الاسطورة (غناء التتر)

## جوائز
حصلت على جائزة الميكروفون الذهبي من اتحاد الإذاعات العربية مرتين متتاليتين.